# Municipio de Sayula de Alemán
El municipio de Sayula de Alemán es uno de los 212 municipios en que se encuentra dividido el estado mexicano de Veracruz, ubicado en la región Olmeca y su cabecera es el pueblo de Sayula de Alemán.

## Geografía
Sayula de Alemán se encuentra localizado en el sureste del estado de Veracruz, en la zona del Istmo de Tehuantepec y forma parte de la Región Olmeca del estado, tiene una extensión territorial de 640.76 kilómetros cuadrados con coordenadas extremas en 17°34′ - 17°56′ de latitud norte y 94°48′ - 95°5′, su elevación máxima son 130 metros sobre el nivel del mar y la mínima 10 metros sobre el nivel del mar.
Limita al norte con el municipio de Acayucan, al noreste con el municipio de Oluta, al este con el municipio de Texistepec, al sur con el municipio de Jesús Carranza y al oeste con el municipio de San Juan Evangelista.

### Orografía e hidrografía
El municipio de Sayula de Alemán se encuentra ubicado en las grandes llanuras del sureste veracruzano por lo que es prácticamente plano, su altitud va de un máximo de 130 metros sobre el nivel del mar a un mínimo de 10, las escasas elevaciones, constituidas por pequeñas ondulaciones del terreno, se encuentran al noroeste del territorio. Fisiográficamente todo el municipio pertenece a la Provincia fisiográfica XIII Llanura costera del golfo sur y a la Subprovincia fisiográfica 75 Llanura costera veracruzana.
Ubicado en una de las regiones de mayor precipitación pluvial del país, el municipio es surcado por numerosas corrientes fluviales, estando entre las principales el río Tatagalpa, que señala el límite municipal con Texistepec; el extremo noroeste y suroeste del municipio forma parte de la Cuenca del río Papaloapan y de la Región hidrológica Papaloapan, mientras que el resto del territorio integra la Cuenca del río Coatzacoalcos y la Región hidrológica Coatzacoalcos.

### Clima y ecosistemas
Como se mencionaba en el párrafo anterior, Sayula de Alemán se encuentra localizado en una de las zonas de mayor precipitación pluvial del país, lo que defina sus climas y los ecosistemas que en él se encuentran, el extremo sur del territorio registra clima Cálido húmedo con abundantes lluvias en verano y el resto del municipio tiene un clima cálido subhúmedo con lluvias en verano; la temperatura media anual de todo el municipio fluctúa entre 24 y 26 °C; y la precipitación promedio anual es de 1 500 a 2 000 mm.
El 90% de la extensión territorial de Sayula de Alemán se encuentra cubierta por pastizal, hay pequeños sectores de selva (4%) y bosque (1%), el restante es dedicada a la agricultura y a la zona urbana; entre las principales especies vegetales están la caoba, amate, huapaque, jiniquil, macayo, palo de agua, rosa morada, bari, zapote de agua y barboso, y la fauna está compuesta por poblaciones de armadillos, tlacuaches, ardillas, conejos y tuzas.

## Demografía
De acuerdo a los resultados del Censo de Población y Vivienda realizado por el Instituto Nacional de Estadística y Geografía en 2010, la población total de Sayula de Alemán es de 31 974 personas, de las cuales 15 604 son hombres y 16 370 son mujeres.
| Evolución demográfica del municipio de Sayula de Alemán |        |        |        |
| 1995                                                    | 2000   | 2005   | 2010   |
| 29 624                                                  | 27 993 | 28 813 | 31 974 |

### Localidades
En Sayula de Alemán se encuentran un total de 301 localidades, las principales y su población en 2010 son:
| Localidad        | Población |
| Total Municipio  | 31 974    |
| Sayula de Alemán | 13 980    |
| Aguilera         | 3 260     |
| Cruz del Milagro | 2 082     |
| Almagres         | 2 069     |
| El Juile         | 1 195     |
| Medias Aguas     | 1 123     |

## Infraestructura

### Comunicaciones
El municipio de Sayula de Alemán es un importante nodo de comunicaciones carretera y de ferrocarril del estado de Veracruz y del sureste mexicano, en el confluyen dos de las principales carreteras del estado de Veracruz:
- Carretera Federal 145
- Carretera Federal 185

La carretera federal 145 tiene dos diferentes cuerpos, la autopista y carretera libre, la autopista transita en el extremo norte del municipio en los límites con el de Acayucan y en sentido este-oeste, es la principal vía de comunicación carretera que enlaza a los estados del sureste, Tabasco, Campeche, Quintana Roo y Yucatán con el resto del país y por tanto tiene un gran tránsito de camiones de carga y de pasajeros; la carretera libre 145 circula en el municipio unos diez kilómetros al sur de la autopista en el mismo sentido este-oeste, proveniente del municipio de San Juan Evangelista, termina en la ciudad de Sayula de Alemán donde entronca con la Carretera Federal 185.
El segundo medio de transporte en el municipio es el ferrocarril, en su territorio se enlazan dos importantes líneas, la Transístmica y la Córdoba-Medias Aguas, la línea Transístmica recorre el municipio en sentido norte-sur, proviene de Acayucan y continua hacia el sur camino del estado de Oaxaca y las población de Marías Romero para culminar en el puerto de Salina Cruz; la segunda línea tiene un sentido oeste-este y recorre apenas una pequeña porción del suroeste del municipio, pero son sus últimos kilómetros de recorrido pues entronca con la línea transístmica en la población de Medias Aguas.

## Política
El gobierno del municipio de Sayula de Alemán está a cargo de su Ayuntamiento, que es electo mediante voto universal, directo y secreto para un periodo de tres años que no son renovables para el periodo inmediato posterior pero si forma no continua, está integrado por el presidente municipal, un Síndico único y el cabildo conformado por cuatro regidores, uno electo por mayoría relativa y tres por el principio de representación proporcional. Todos entran a ejercer su cargo el día 1 de enero del año siguiente a su elección.

### Subdivisión administrativa
El municipio se encuentra dividido para su régimen interior en 9 agencias municipales, 24 subagencias municipales y 6 jefaturas de sección.

### Representación legislativa
Para la elección de Diputados locales al Congreso de Veracruz y de Diputados federales al Congreso de la Unión, el municipio de Sayula de Alemán se encuentra integrado en los siguientes distritos electorales:
Local:
- Distrito electoral local de 27 de Veracruz con cabecera en Acayucan.[13]

Federal:
- Distrito electoral federal 14 de Veracruz con cabecera en la ciudad de Minatitlán.[14]

### Presidentes municipales
- (1988 - 1991): Abelardo Vázquez Castillo
- (1991 - 1994): Adalberto González Amador
- (1994 - 1997): Ciriaco Lara Rodríguez
- (1997 - 2000): María Elena Basilio Tadeo
- (2000 - 2004): Lázaro Mendoza Méndez
- (2004 - 2007): Óscar Ayala Estrada
- (2007 - 2010): Víctor Mendoza Méndez
- (2010 - 2013): Arturo García Martínez
- (2013 - 2017): Graciel Vázquez Castillo
- (2017 - 2021): Fredy Ayala González